# Szemej
Szemej (kazakul Семей; 2007-ig Szemipalatyinszk) város Kazahsztánban, az Abai terület központja, az Irtis partján. Lakossága 2012-ben 331 500 fő volt. Leginkább a tőle 150 km-re elhelyezkedő Szemipalatyinszki kísérleti telepről ismert, ahol a Szovjetunió atomfegyvereit tesztelte.

## Története

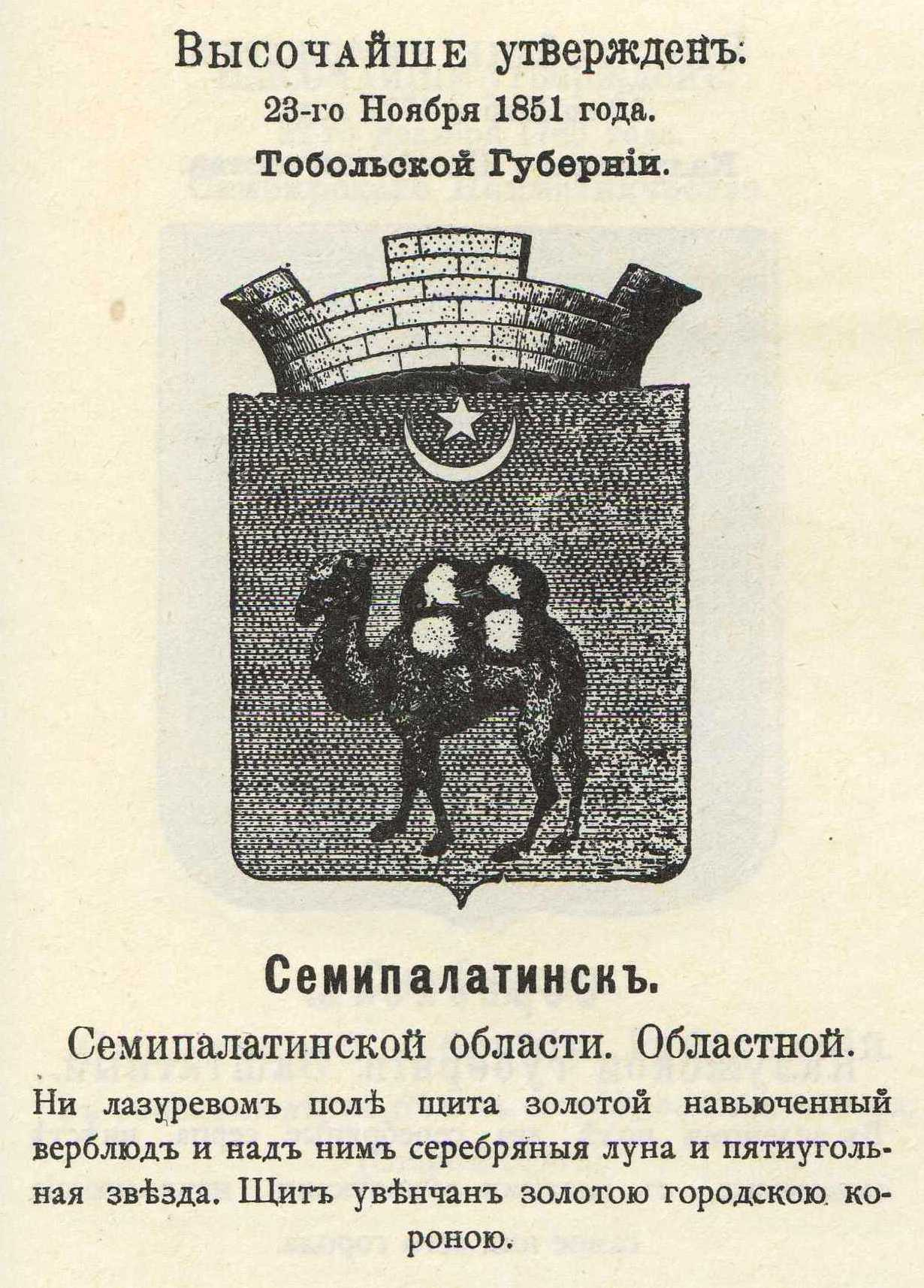
Szemipalatyinszk 1878-as címere

1718-ban I. Péter cár parancsára, a szibériai határvidék megerősítése céljából Vaszilij Cseredovij és csapata erődöt épített az Irtis partján, a mai várostól 18 km-rel lejjebb a folyón, amelyet az ottani hét buddhista templomról Szemipalatyinszki erődnek (Hétpalotás erőd) neveztek el. Az erőd később kereskedelmi központtá nőtte ki magát, ahol dzsungáriai kalmük, kokandi, buharai, taskenti áruk cseréltek gazdát; ezért 1728-ban vámállomást is telepítettek ide. A 18. század végén és a 19 század elején átépítették az erődöt, hidak készültek és megalakult a városi tanács. 1854-ben az akkor megszervezett Szemipalatyinszki terület közigazgatási központjává vált. A terület lakossága 1858-ban 260 ezer fő volt. 1873-ban a várost bekötötték a távíróhálózatba, 1910-ben pedig megépült Kazahsztán első városi vízvezetéke és megérkezett a telefon is.
A 19. században politikai száműzötteket küldtek a városba. 1854-1859 között itt élt Dosztojevszkij, aki több művét itt írta meg (pl. A nagybácsi álma és a Sztyepancsikovo falu és lakói kisregényeket). Ebben az időben Szemipalatyinszkban tanult Abaj Kunanbajuli kazak költő. A 20. század kezdetén a városnak egy fiú- és egy lánygimnáziuma, valamint egy tanítóképző szemináriuma volt. A gazdaság a sajtkészítésre, gyapjú- és bőrfeldolgozásra épült és volt egy hadseregnek termelő szemipalatyiszki posztóüzem is.
A bolsevik forradalom után a városban 1918 februárjában alapozták meg a szovjethatalmat. A polgárháború idején 1918-1918-ban a régió a fehérek uralma alá került. Szemipalatyinszk a helyi közigazgatási egység központja maradt, amelyet 1928-ig kormányzóságnak, 1932-ig körzetnek, utána pedig területnek hívtak. 1930-ban a városon átvezették a Közép-Ázsiát Szibériával összekötő Turkesztáni-szibériai vasútvonalat. Az első ötéves terv keretében felépült az akkori Szovjetunió egyik legnagyobb húsfeldogozó kombinátja. A második világháborúban 56 szemipalatyinszki kapta meg a Szovjetunió Hőse kitüntetést.

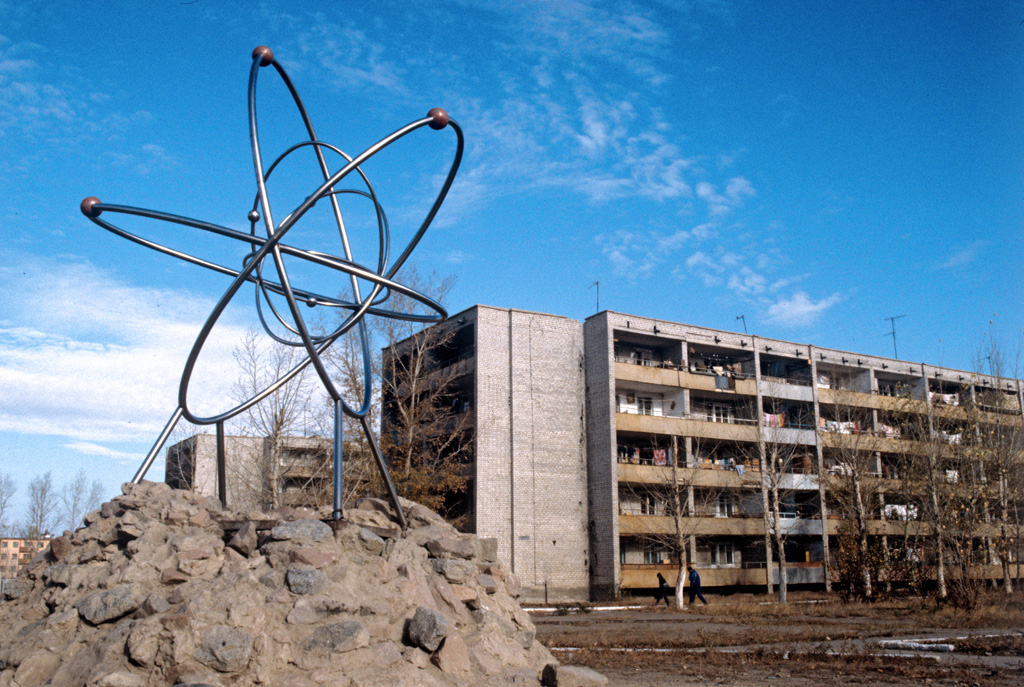
Kurcsatov, a kísérleti telep központja

1949. augusztus 29-én a várostól 150 km-re nyugatra fekvő Szemipalatyinszki kísérleti telepen felrobbantották az első szovjet atombombát, az RDSZ–1-t. A telepet két évvel korábban kezdték építeni Gulag-foglyok; a hadseregen belül kódneve 2. sz. gyakorló telep volt. 1949—1989 között a telepen 456 kísérletet hajtottak végre, amelyek során 616 nukleáris fegyvert robbantottak fel, ebből legalább 30-at a földfelszínen, 86-ot pedig a levegőben. Szemipalatyinszk városában a legtöbb ipari létesítmény a védelmi minisztérium számára dolgozott.
1991-ben az Olzsasz Szulejmenov költő kezdeményezte lakossági tiltakozás hatására bezárták a kísérleti telepet. A légköri teszteket követő nukleáris csapadék miatt a környék lakói között az átlagosnál jóval magasabb a rák, a születési rendellenességek és az impotencia aránya.
1997-ben a Szemipalatyinszki területet beolvasztották a Kelet-kazahsztáni területbe és Szemipalatyinszk elvesztette közigazgatási központi státuszát (az egyesített terület székhelye Öszkemen lett), de megyei jogú várossá vált.
2007-ben a város neve Szemejre változott, mert a városi tanács attól tartott, hogy a Szemipalatyinszki kísérleti telep neve miatt a befektetők és látogatók elkerülik a települést.

## Földrajza

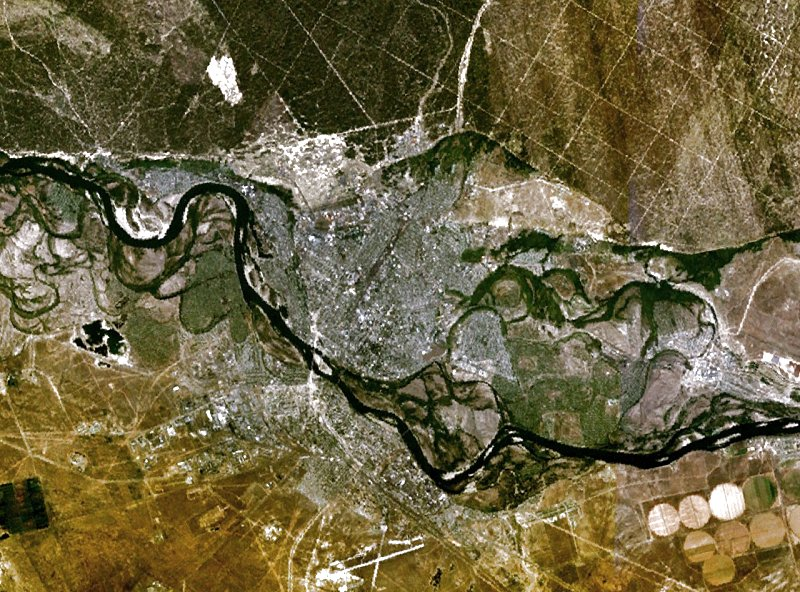
Szemej műholdas képe

A város az Irtis folyó mindkét partján fekszik. A bal parti városrész neve Zsana-Szemej (Új-Szemej). A város területe 210 km², de a városi tanácshoz tartozó 14 vidéki körzettel együtt eléri a 27 500 km²-t. Ezekhez a körzetekhez 15, ezer főnél népesebb település tartozik.
Éghajlata szélsőségesen kontinentális, amit a világtengerektől való nagy távolsága magyaráz. A nyarak forrók és szárazak, a telek igen hidegek. A régió az arktikus medence felé nyitott, az Indiai-óceán felől érkező légmozgásokat viszont a közép-ázsiai hegyrendszerek megfogják.
Az éves átlaghőmérséklet 4,3 °C, de igen nagy a hőingadozás. Télen a hőmérséklet −48,6 °C-ig is süllyedhet, míg nyáron 42,5 °C-ot is mutatott már a hőmérő. Az éves csapadékmennyiség 275 mm.

## Lakosság
A nukleáris kísérleti telep felépítése és számos honvédelmi létesítmény Szemipalatyinszkba telepítése után a város lakossága dinamikusan növekedett, 1959 és 1989 között több mint duplájára nőtt és elérte a 334 ezret. Kazahsztán függetlenné válása után sokan elköltöztek, 1999-re 270 ezer alá esett a népesség. Az utóbbi időben ismét egyre többen költöznek a városba 2012-ben lakosainak száma 331 500 volt.
| Év       | 1881   | 1897   | 1910   | 1926   | 1939    | 1959    | 1979    | 1989    | 1999    | 2009    | 2012    |
| -------- | ------ | ------ | ------ | ------ | ------- | ------- | ------- | ------- | ------- | ------- | ------- |
| Lakosság | 17 820 | 26 353 | 34 400 | 56 100 | 109 700 | 149 800 | 270 400 | 334 402 | 269 574 | 299 264 | 331 500 |

A lakosok nemzetiség szerinti összetétele 2010-ben:
- kazak 200 386 (63,23%)
- orosz 94 868 (29,93%)
- tatár 11 645 (3,67%)
- német 3 136  (0,99%)
- ukrán 2 425 (0,77%)
- belorusz 675 (0,21%)
- ujgur 467  (0,15%)
- koreai 392 (0,12%)
- üzbég 358 (0,11%)
- egyéb 2 587  (0,82%)
- összesen 316 939 (100,00%)

## Gazdaság

Az új híd

Miután elvesztette területi székhelyi státuszát, a város gazdasági élete visszaesett. 2011-ben az ipari termelés volumene 83,9 milliárd tenge volt. A legnagyobb iparágak a cement-, élelmiszer-, bőr- és szőrme-, építőanyag-, gép- (Szemipalatyinszki autóbuszgyár), vasárugyártás és a harckocsijavítás. Szemejben készítik a kazak fegyveres erők és a rendőrség egyenruháit. A városban található az ország egyik legnagyobb gabonafeldolgozó üzeme.
A város fontos autó- és vasutak mentén fekszik. Két vasútállomása van. A szemeji repülőtér belföldi, és egy moszkvai járatot szolgál ki. Az Irtis folyón három híd ível át. A vasúti híd a 20. század elején épült; a két közúti híd közül az újabb 2001-ben készült el. A városi tömegközlekedést több mint 60 autóbusz és mikrobuszjárat szolgálja.

## Oktatás, kultúra

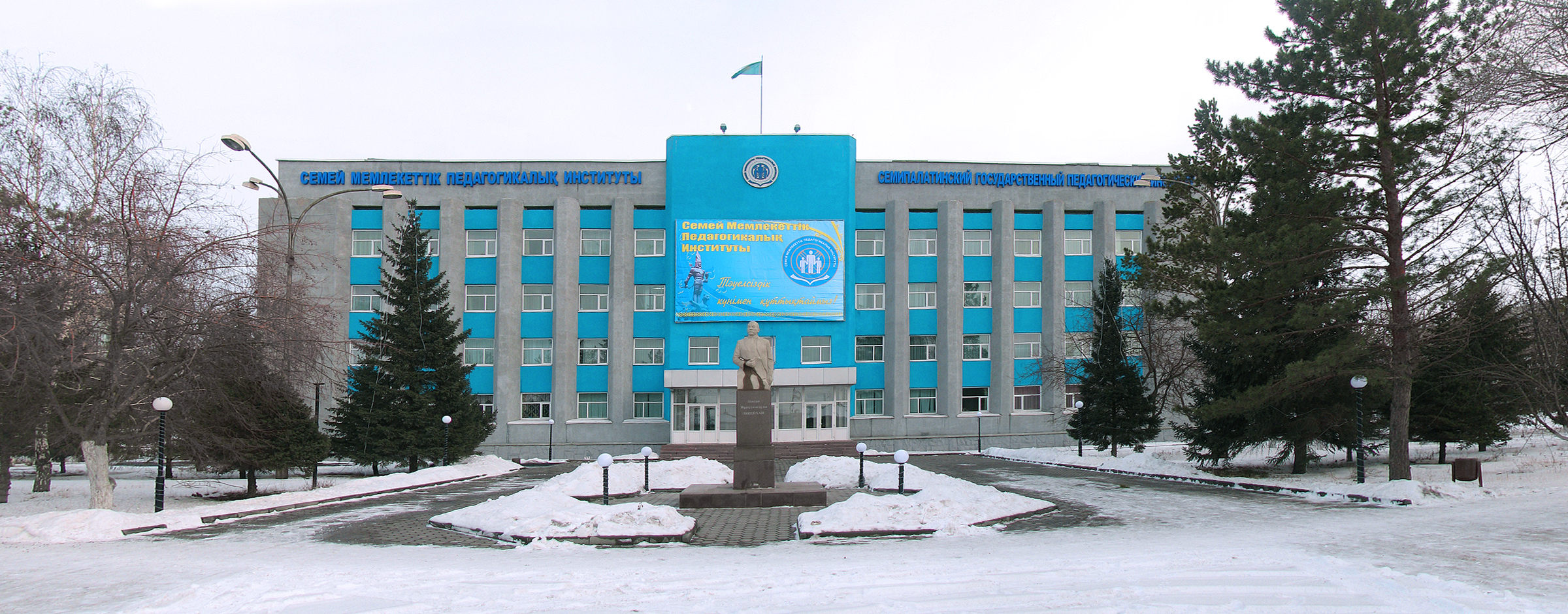
A Szemeji Tanárképző Intézet épülete

Szemejben 73 általános és 29 közép- és szakközépiskola működik. A felsőoktatási intézményeket a Szemeji Állami Egyetem, a Szemeji Állami Orvostudományi Egyetem és a Szemeji Állami Tanárképző Intézet, valamint a magánkézben lévő Kazahsztáni Innovációs Egyetem, a Kazak Humanitárius-Jogi Innovációs Egyetem és a Kajnar Egyetem képviseli.
A múzeumok közé az Abaj Kunanbajuli Irodalmi Emlékmúzeum, a Dosztojevszkij Irodalmi Emlékház, a Helytörténeti Múzeum és a Kelet-kazahsztáni Szépművészeti Területi Múzeuma tartozik. A városnak két színháza van, az Abaj Kunanbajuli Kazak Zenei-Drámai Színház és az F. M. Dosztojevszkij Kelet-kazahsztáni Területi Drámai Színház.

## Látnivalók

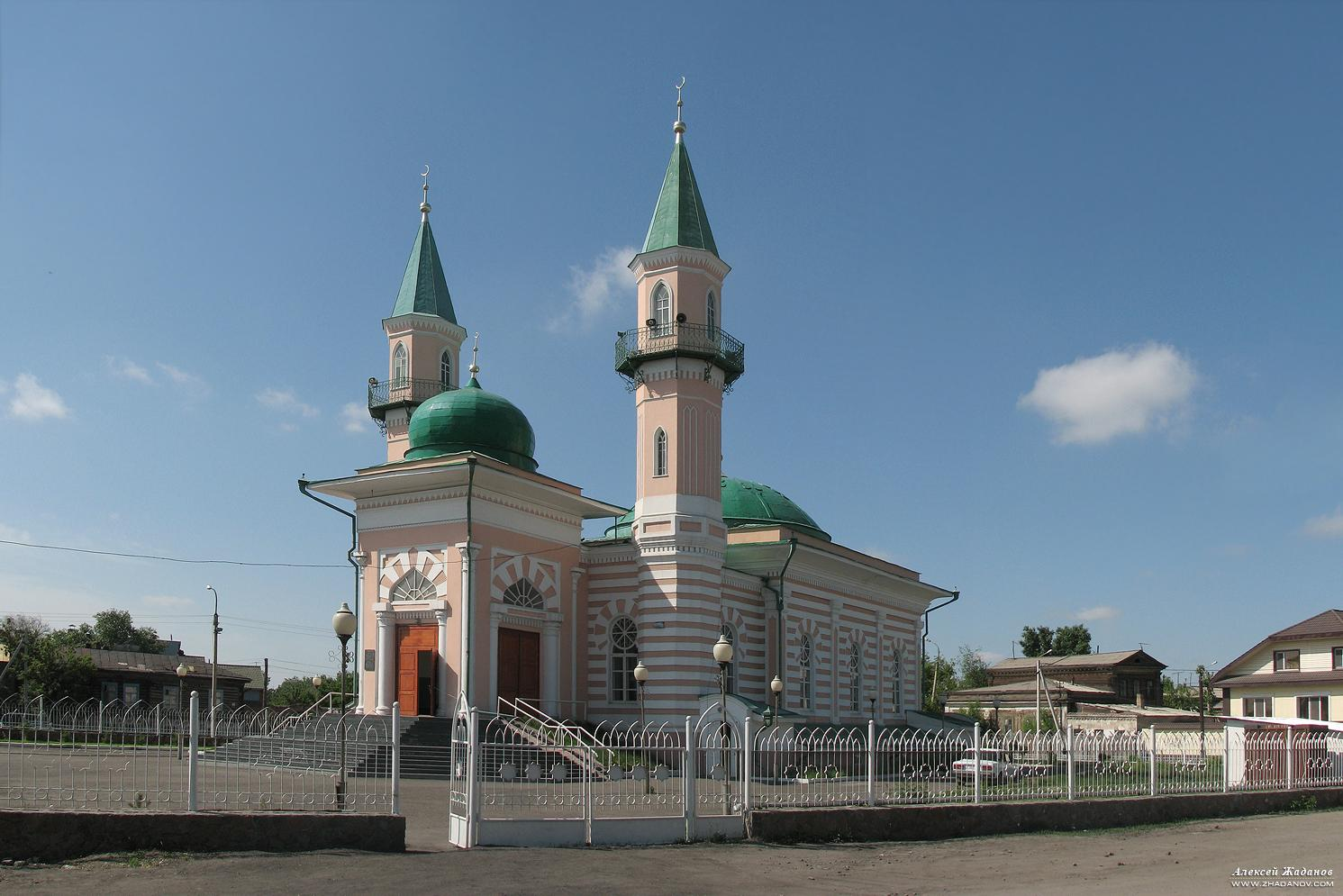
A kétminaretes mecset

- A 19. század első felében épült egyminaretes mecset
- A 19. századi kétminaretes mecset
- Az 1773-ban épült jamisevói kapu, az eredeti szemipalatyinszki erőd maradványa
- A 19. századi polgárépületben elhelyezett Szépművészeti Múzeum
- A volt fiúgimnázium épülete
- A Tinibaj-mecset (19. század első fele)
- Az 1903-ban épült kínai konzulátus
- A kormányzói palota (ma helytörténeti múzeum)
- A pravoszláv Feltámadás-templom (1856)

## A város híres lakói
- Ibrahim Abaj Kunanbajuli kazak költő
- Fjodor Mihajlovics Dosztojevszkij orosz író
- Pavel Petrovics Bazsov orosz író
- Volodimir Volodimirovics Klicsko ukrán ökölvívó, politikus

## Testvérvárosok
- Ypres, Belgium
- Puskin, Oroszország

## Fordítás
- Ez a szócikk részben vagy egészben  a(z)   Семей című orosz Wikipédia-szócikk ezen változatának fordításán alapul.  Az eredeti cikk szerkesztőit annak laptörténete sorolja fel. Ez a jelzés csupán a megfogalmazás eredetét és a szerzői jogokat jelzi, nem szolgál a cikkben szereplő információk forrásmegjelöléseként.